# سن اینیاچو د زاموکوس
سن اینیاچو زاموکوس یا سن اینیاچو، یک میسون مذهبی یسوعیان در شهرستان سانتا کروز، بولیوی بود که در سال ۱۷۲۴ تأسیس شد و در سال ۱۷۴۵ ترک شد. ساکنان این مأموریت، آیوریو بودند که به زبان زبان‌های زاموکویی صحبت می‌کردند.